# An Evening with Silk Sonic
An Evening with Silk Sonic è il primo album in studio del superduo statunitense Silk Sonic, pubblicato il 12 novembre 2021 dalla Aftermath e Atlantic.

## Tracce
Testi e musiche di Bruno Mars, Brandon Anderson e Dernst Emile II, eccetto dove indicato.
1. Silk Sonic Intro – 1:03
2. Leave the Door Open – 4:02 (Bruno Mars, Brandon Anderson, Dernst Emile II, Brody Brown)
3. Fly as Me – 3:39 (Bruno Mars, Brandon Anderson, Dernst Emile II, James Fauntleroy, Sean Anderson)
4. After Last Night (con Thundercat e Bootsy Collins) – 4:09 (Bruno Mars, Brandon Anderson, Dernst Emile II, James Fauntleroy, Jonathan Yip, Ray Romulus, Jeremy Reeves, Ray Charles McCullough III)
5. Smokin Out the Window – 3:17
6. Put On a Smile – 4:15 (Bruno Mars, Brandon Anderson, Dernst Emile II, Kenneth Edmonds)
7. 777 – 2:45 (Bruno Mars, Brandon Anderson, Dernst Emile II, Brody Brown)
8. Skate – 3:23 (Bruno Mars, Brandon Anderson, Dernst Emile II, James Fauntleroy, Domitille Degalle, James Dennis Beck)
9. Blast Off – 4:44

Tracce bonus nella riedizione digitale del 2022
1. Love’s Train – 5:07 (Bruno Mars, Brandon Anderson, Dernst Emile II, Michael Cooper, Felton Pilate)

## Classifiche

### Classifiche settimanali
| Classifica (2021-22) | Posizione massima |
| -------------------- | ----------------- |
| Australia            | 4                 |
| Austria              | 12                |
| Belgio (Fiandre)     | 7                 |
| Belgio (Vallonia)    | 15                |
| Canada               | 3                 |
| Croazia              | 16                |
| Danimarca            | 5                 |
| Finlandia            | 7                 |
| Francia              | 12                |
| Germania             | 26                |
| Giappone             | 7                 |
| Irlanda              | 5                 |
| Islanda              | 6                 |
| Italia               | 18                |
| Lituania             | 13                |
| Norvegia             | 4                 |
| Nuova Zelanda        | 3                 |
| Paesi Bassi          | 3                 |
| Polonia              | 45                |
| Portogallo           | 3                 |
| Regno Unito          | 9                 |
| Repubblica Ceca      | 68                |
| Slovacchia           | 100               |
| Spagna               | 11                |
| Stati Uniti          | 2                 |
| Svezia               | 7                 |
| Svizzera             | 5                 |
| Ungheria             | 9                 |

### Classifiche di fine anno
| Classifica (2021) | Posizione |
| ----------------- | --------- |
| Paesi Bassi       | 61        |
| Ungheria          | 100       |
| Classifica (2022) | Posizione |
| Belgio (Fiandre)  | 86        |
| Francia           | 196       |
| Paesi Bassi       | 31        |
| Stati Uniti       | 37        |